# Prieuré du Gravier
Le prieuré du Gravier est un prieuré situé à Contigné, en France.

## Localisation
Le prieuré est situé dans le département français de Maine-et-Loire, sur la commune de Contigné.

## Historique
Le 2 juillet 1732, Jacques Le Royer, prêtre curé de Morannes, en présence de Maître F. P. Rogue, curé de Contigné, docteur de Théologie, de Maître René Proust, diacre du diocèse d'Angers, de Maître René Queru de la Mothe, prêtre vicaire de Morannes et par permission de l'évêque d'Angers, a donné la bénédiction de la chapelle domestique du Gravier, sous l'invocation de la Vierge Marie. Sont présents à cet événement, François Loriot, prêtre de Chemiré-sur-Sarthe, Gabriel Gasnier, prêtre curé de Saint-Germain-sous-Daumeray, Jean Christophe Coussard, prêtre curé prieur de Chavagnes, Isaac Blouin, prêtre curé de Saint-Julien de la ville d'Angers, Jean Galiard de Saint-Martin et Joseph Boumier, prêtre sacriste de Morannes.
L'édifice est inscrit au titre des monuments historiques en 1977.